# Anna Bligh

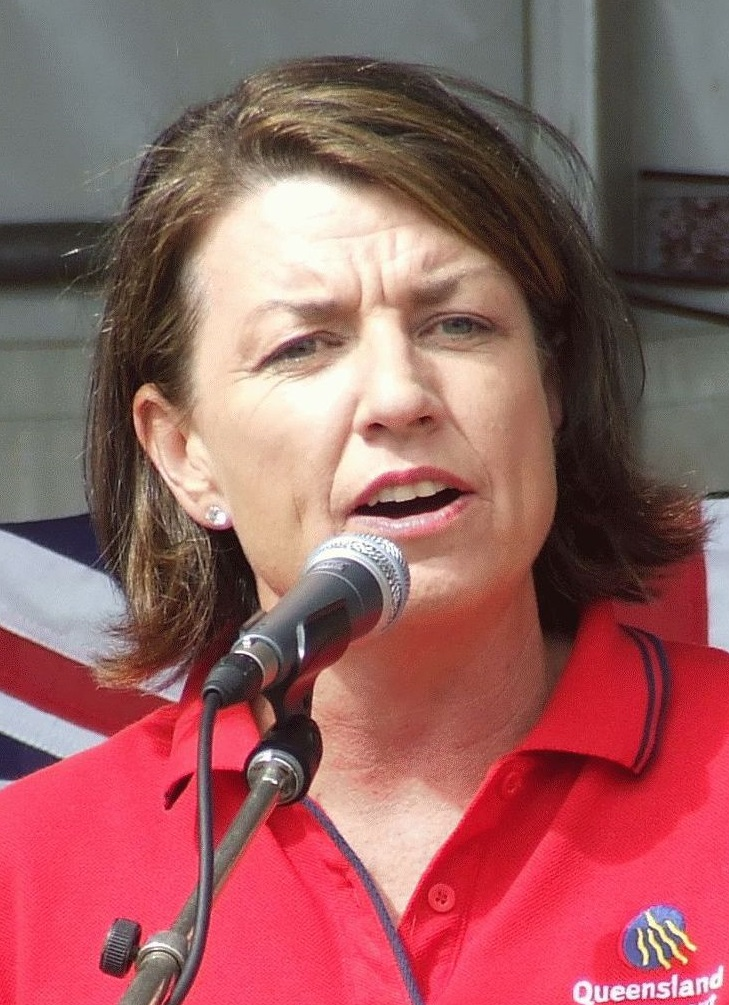
Anna Bligh

Anna Maria Bligh AC (* 14. Juli 1960 in Warwick, Queensland) ist eine australische Politikerin und war vom 13. September 2007 bis zum 26. März 2012 die 37. Premierministerin von Queensland. Sie war die erste Frau auf diesem Posten und gehört der Labor Party an.

## Biografie
Anna Bligh wurde in Warwick geboren. Sie ist eine Nachfahrin des als Bounty-Kommandanten bekannt gewordenen William Bligh. Sie wuchs an der Gold Coast im Südosten Queenslands auf. Dort besuchte Bligh zunächst mehrere römisch-katholische Grundschulen und anschließend die Miami State High School. Die letzten sechs Monate ihrer schulischen Ausbildung verbrachte sie auf der State High School in Nowra. Bligh studierte bis zu ihrem Abschluss mit einem Bachelor of Arts 1980 an der University of Queensland. Anschließend arbeitete sie für verschiedene gesellschaftliche Organisationen und den öffentlichen Dienst in den Bereichen Beschäftigung, Training und in Industrial Relations. Ins Parlament von Queensland wurde sie am 15. Juli 1995 gewählt.

## Parlamentarische Tätigkeit
Im Juni 1998 wurde sie in der Labor-Regierung Peter Beatties zum Minister für Familie, Jugend, Gesundheit und Behinderte ernannt. Ann Bligh war die erste Frau unter Queenslands Erziehungsministern. Später wurde sie Minister für Finanzen, Staatliche Entwicklung, Handel und Innovation. 2005 wurde sie Deputy Premier von Queensland und zugleich Treasurer und Infrastruktur-Minister mit einem Budget von 33 Milliarden australischen Dollar.